# 栗駒国定公園
栗駒国定公園（くりこまこくていこうえん）は岩手県、宮城県、秋田県、山形県にまたがる国定公園。総面積は77,122ha。

## 概要
奥羽山脈のほぼ中央に位置する。栗駒山を中心とした栗駒地域と焼石岳を中心とした焼石団地の2地域で構成される。
焼石岳、栗駒山（須川岳）のほか、大噴湯で知られる小安峡、世界谷地原生花園、神室山、鬼首および鳴子峡などから成る。一帯にはくりこま高原温泉郷を始め、夏油温泉、秋ノ宮温泉郷、須川温泉、鳴子温泉郷（鳴子、東鳴子、中山平、鬼首）など温泉が豊富に湧出する。鳴子温泉郷一帯は東北有数の保養地として発展しており、利用者が多い。

## 歴史
前身は東北4県が設置した県立自然公園である。岩手県の須川・焼石自然公園、宮城県の栗駒山県立自然公園、玉造温泉郷県立自然公園、秋田県の栗駒県立自然公園、山形県の神室加無山県立自然公園で、これらを統合して加無山を除いたものが栗駒国定公園となった。加無山は加無山県立自然公園とされた。
- 1968年（昭和43年）7月22日：国定公園の指定
- 1992年（平成4年）：再検討（岩手、宮城、秋田）
- 2021年（令和3年）：一次点検（岩手県地域）[8]

## 自然

### 焼石団地
焼石岳を主峰に牛形山、駒ヶ岳、経塚山、三界山など1,300m前後の峰が連なる。山麓地帯はブナを主とする広葉樹林が発達し、焼石岳を中心に高山植物群落や湿生植物群落がみられ、草本帯には多くの北方系植物がみられる。
南東部は焼石岳火山地等が胆沢川や尿前川によって開析された峡谷地形となり、周辺はブナを主とする広葉樹林となっている。

### 栗駒地域
栗駒山を主峰とし、高松岳、虎毛山、神室山などが連なる。山腹は磐井川、成瀬川、役内川、迫川などによって深く開折される。栗駒山を中心とする地域は、全般的に極相に近い植生を示し、標高500-1,000m付近まではブナを主とする広葉樹林が発達しており、針葉樹はきわめて少ない。低木帯は、標高1,100m付近のミヤマナラ等の亜高山落葉広葉低木群落に始まり、草本帯と交錯しながらハイマツ等の低木林に移行し、ほとんど頂上に及んでいる。高山植物帯は、1,400m付近の雪田植物群落から頂上部にかけてみられる。「世界谷地」の湿原は多くの高山植物がみられ、学術的にも貴重である。
本火山群の周辺には、温泉が数多く見られ、須川温泉付近と皆瀬川渓流沿いの各所では火山活動の末期的現象としての噴気・噴湯、川原毛や荒湯では噴気現象や硫黄の堆積がみられる。
南部には荒雄岳を中央火口岳として、須金岳、軍沢岳、大鏑山、禿岳、小柴山、大柴山、花渕山等を外輪山とする鬼首カルデラがある。

### 天然記念物
地質学的にも貴重なものが多く、夏油温泉の石灰華（特別天然記念物）、鮞状珪石および噴泉塔（天然記念物）、鬼首の雌釜および雄釜間歇温泉（特別天然記念物）などが同公園内にある。
| 山容 | 名称     | 読み           | 標高  | 山系         | 備考                                                  |
| ---- | -------- | -------------- | ----- | ------------ | ----------------------------------------------------- |
|      | 焼石岳   | やけいしだけ   | 1547m | 焼石連峰     | 日本二百名山、東北百名山                              |
|      | 牛形山   | うしがたやま   | 1339m | 焼石連峰     | 東北百名山、夏油三山                                  |
|      | 経塚山   | きょうづかやま | 1373m | 焼石連峰     | 夏油三山                                              |
|      | 駒ヶ岳   | こまがたけ     | 1130m | 焼石連峰     | 夏油三山                                              |
|      | 栗駒山   | くりこまやま   | 1626m | 奥羽山脈中部 | 日本二百名山、花の百名山、 新・花の百名山、東北百名山 |
|      | 虎毛山   | とらげやま     | 1433m | 神室山地     | 東北百名山                                            |
|      | 神室山   | かむろさん     | 1365m | 神室山地     | 日本二百名山、東北百名山                              |
|      | 火打岳   | ひうちだけ     | 1238m | 神室山地     |                                                       |
|      | 小又山   | こまたやま     | 1367m | 神室山地     | 東北百名山                                            |
|      | 高松岳   | たかまつだけ   | 1348m | 神室山地     | 東北百名山、泥湯三山                                  |
|      | 山伏岳   | やまぶしだけ   | 1315m | 神室山地     | 泥湯三山                                              |
|      | 小安岳   | おやすだけ     | 1301m | 神室山地     | 泥湯三山                                              |
|      | 須金岳   | すがねだけ     | 1253m | 神室山地     | 東北百名山                                            |
|      | 禿岳     | かむろだけ     | 1261m | 神室山地     | 東北百名山                                            |
|      | 花渕山   | はなぶちやま   | 985m  | 神室山地     |                                                       |
|      | 荒雄岳   | あらおだけ     | 984m  |              |                                                       |
|      | 胡桃ヶ岳 | くるみがたけ   | 461m  |              |                                                       |

## 観光地
- 夏油温泉
- 夏油高原スキー場
- 胆沢ダム
- 真湯温泉
- 須川温泉
- ジュネス栗駒スキー場
- くりこま高原温泉郷
- 温湯温泉
- 仙台藩花山村寒湯番所跡
- 湯浜温泉
- 大湯温泉
- 小安峡
- 小安峡温泉
- 木地山高原
- 泥湯温泉
- 川原毛地獄
- 川原毛大湯滝
- 秋の宮温泉郷
- オニコウベスキー場
- 鳴子ダム
- 鳴子峡
- 潟沼
- 鳴子温泉郷
  - 鳴子温泉
  - 東鳴子温泉
  - 中山平温泉
  - 鬼首温泉

## 画像

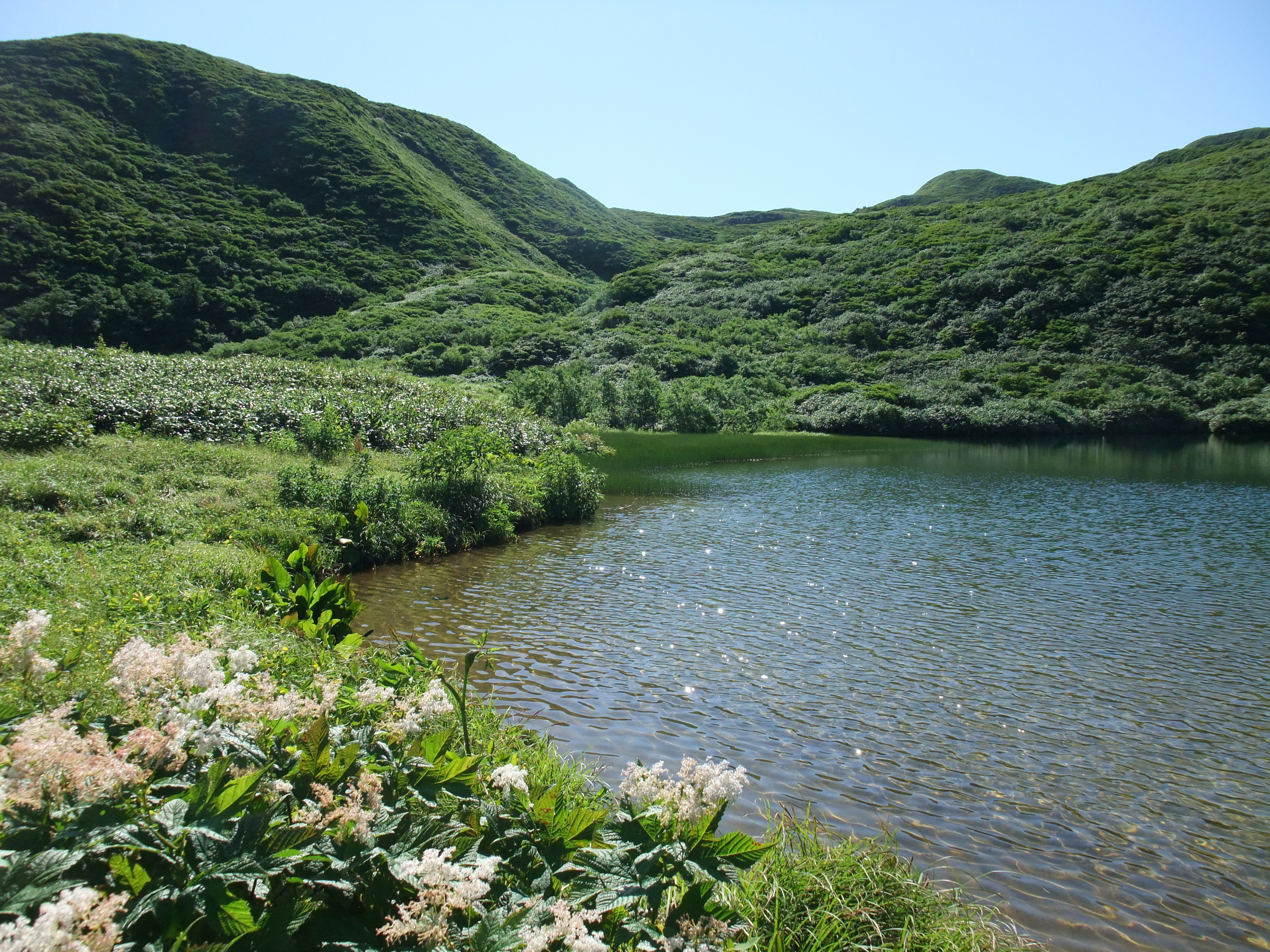
焼石岳
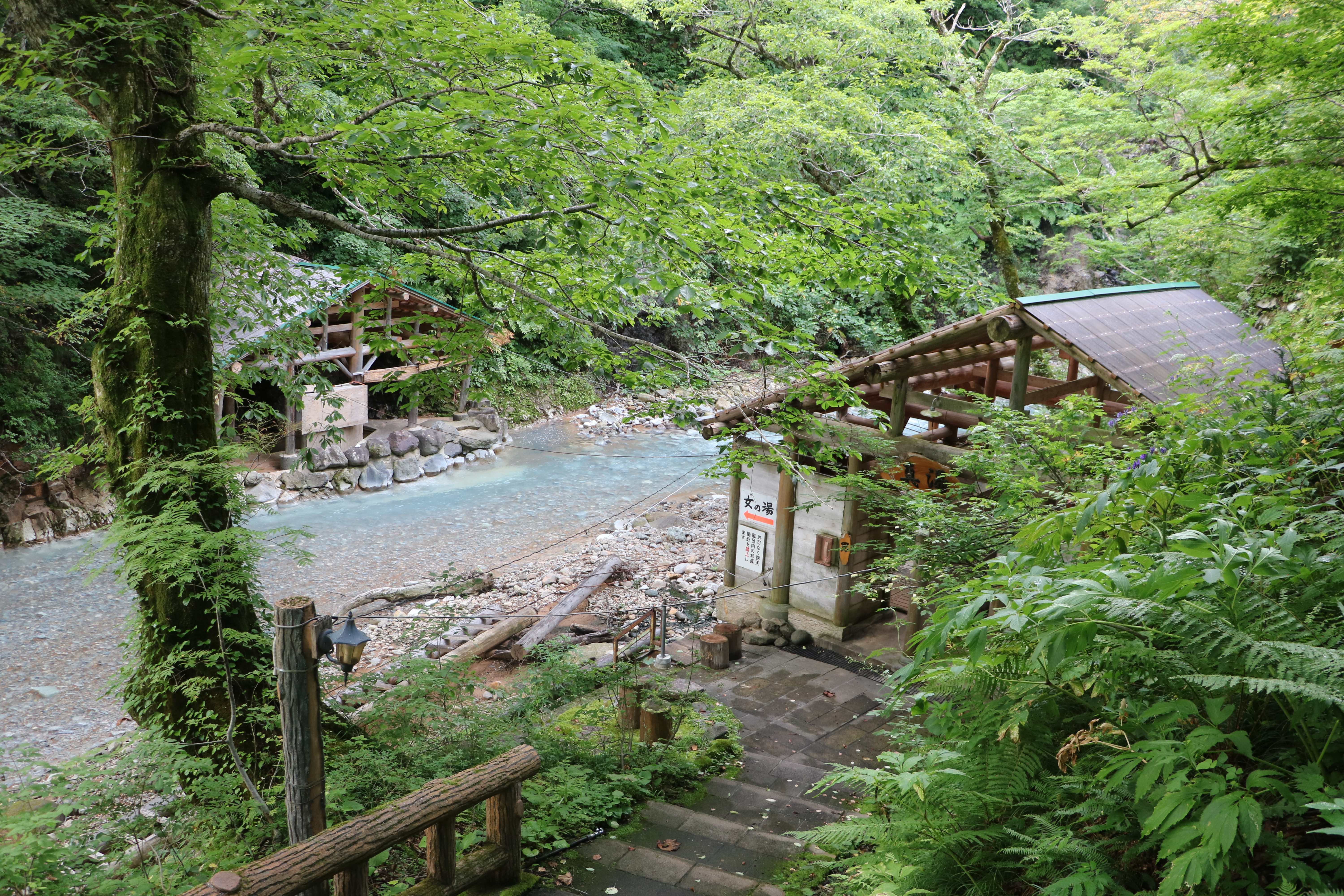
夏油温泉
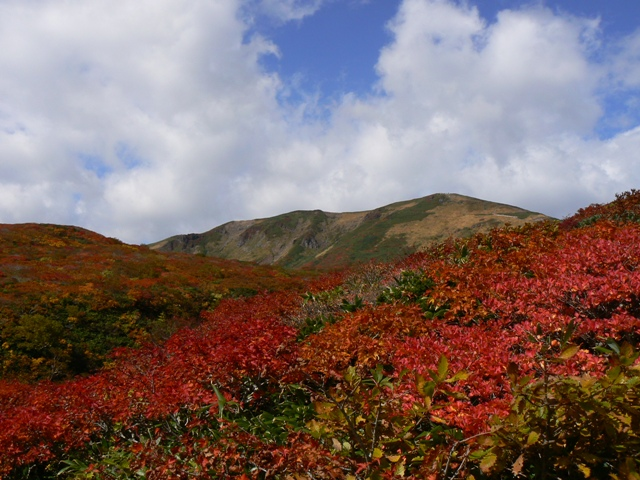
栗駒山
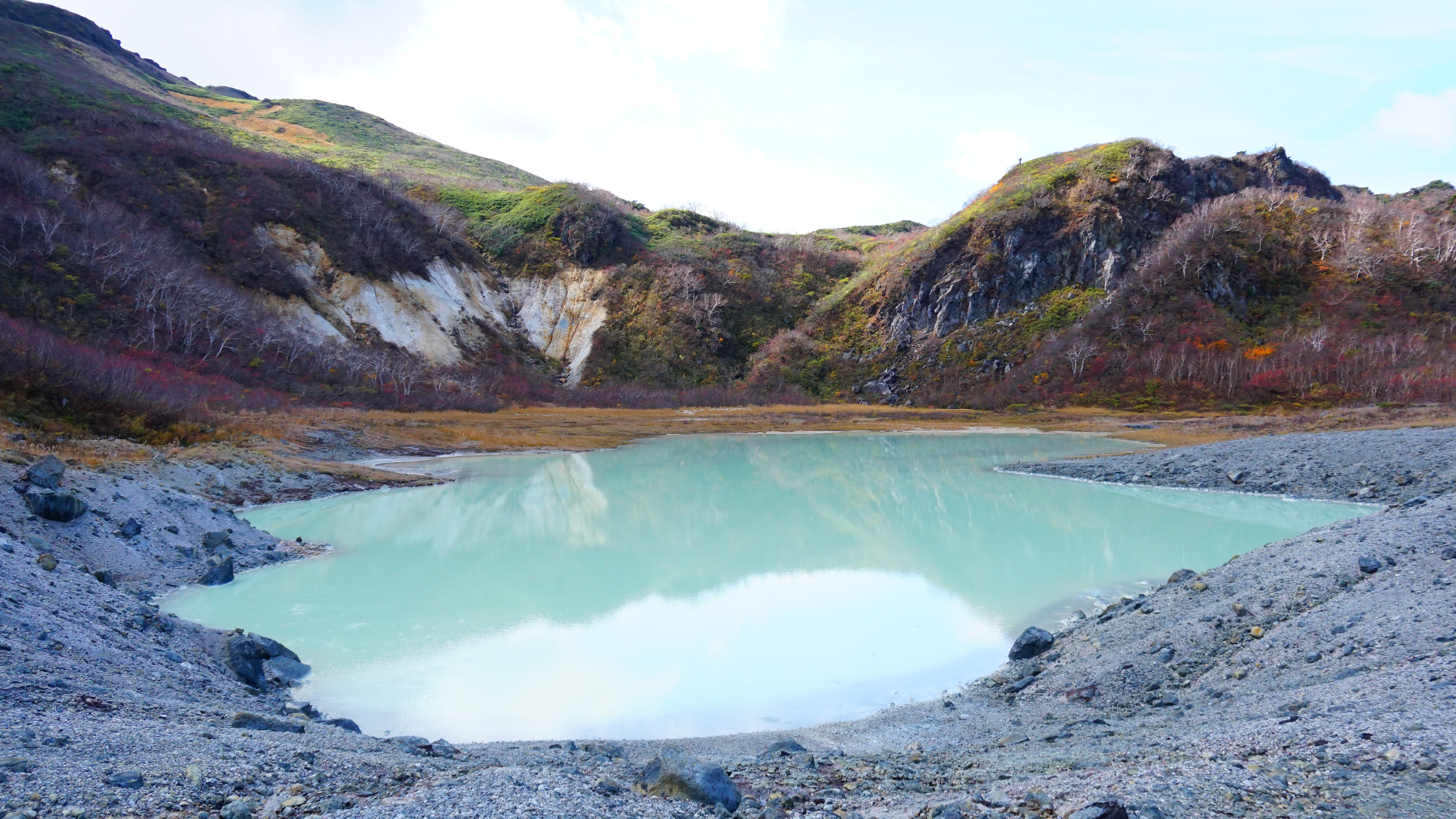
昭和湖（栗駒山）
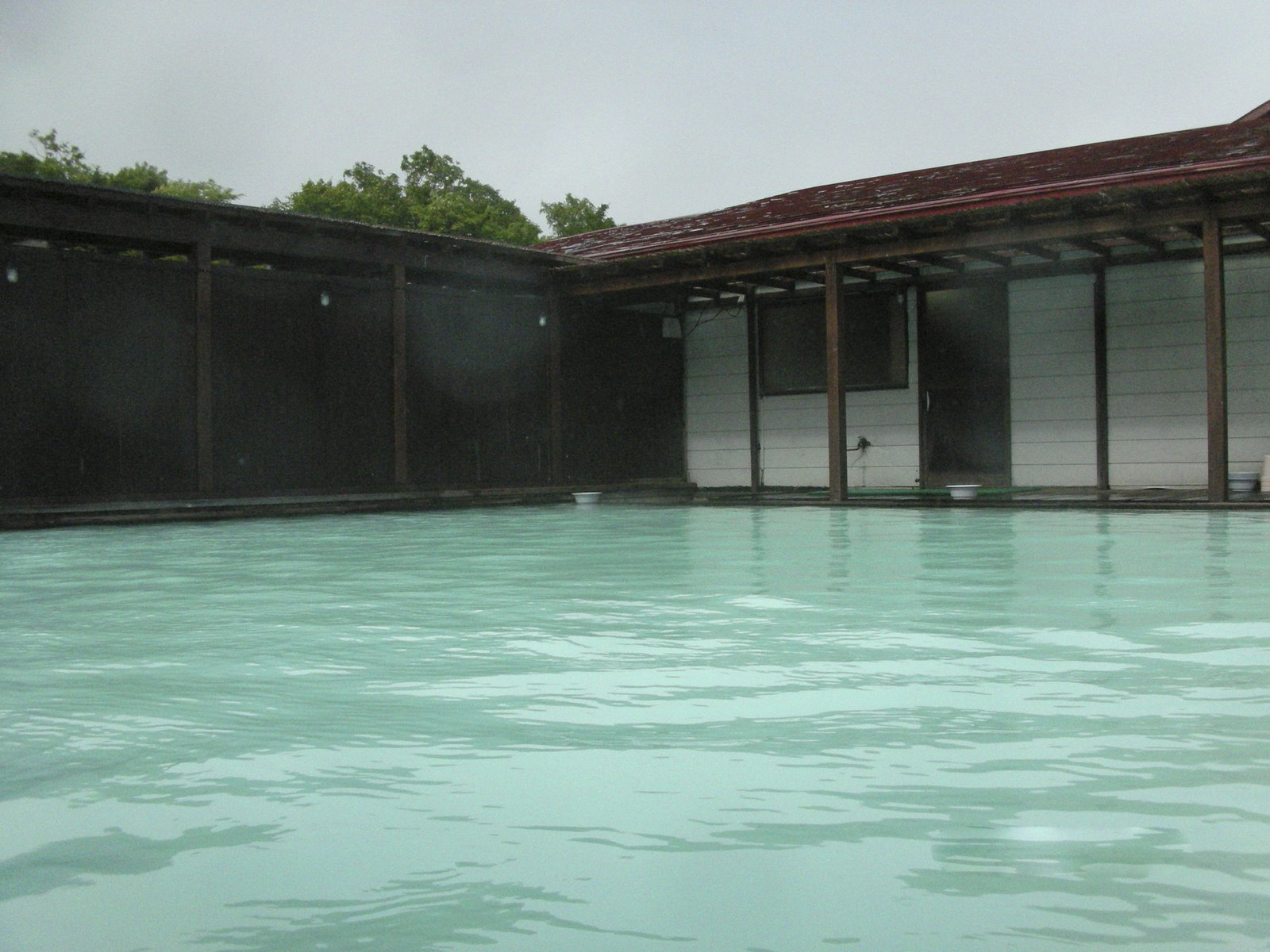
須川温泉
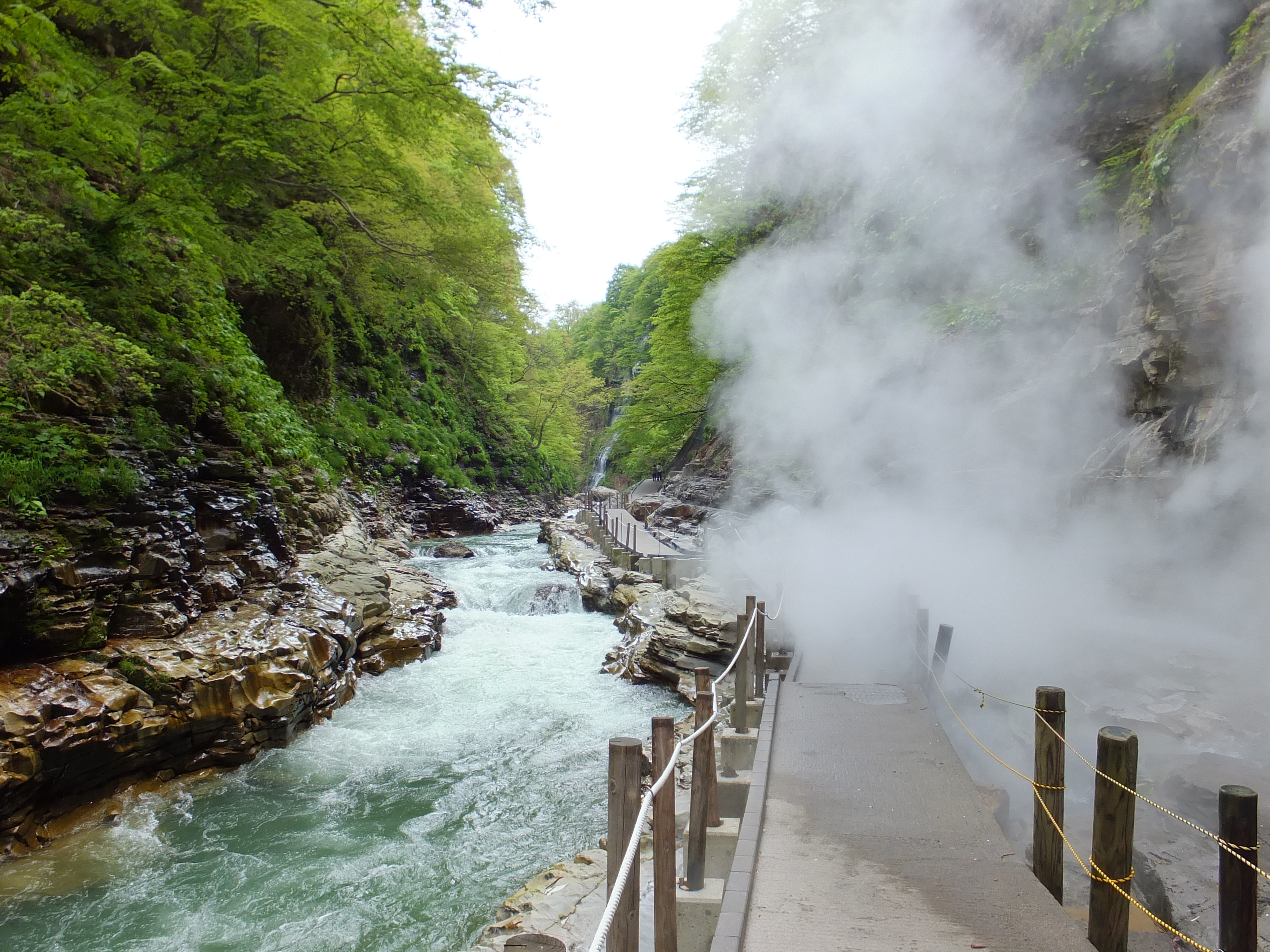
小安峡
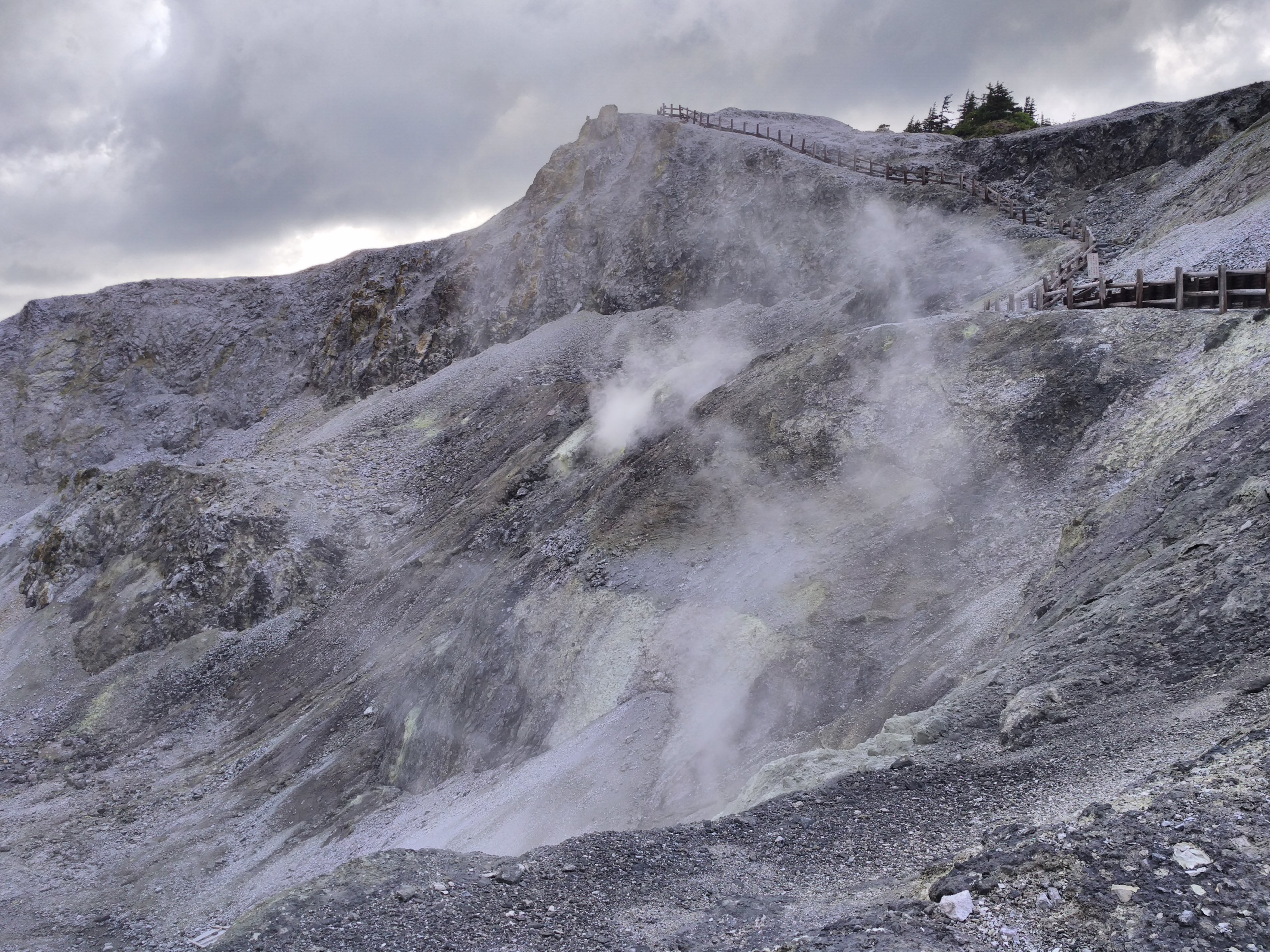
川原毛地獄
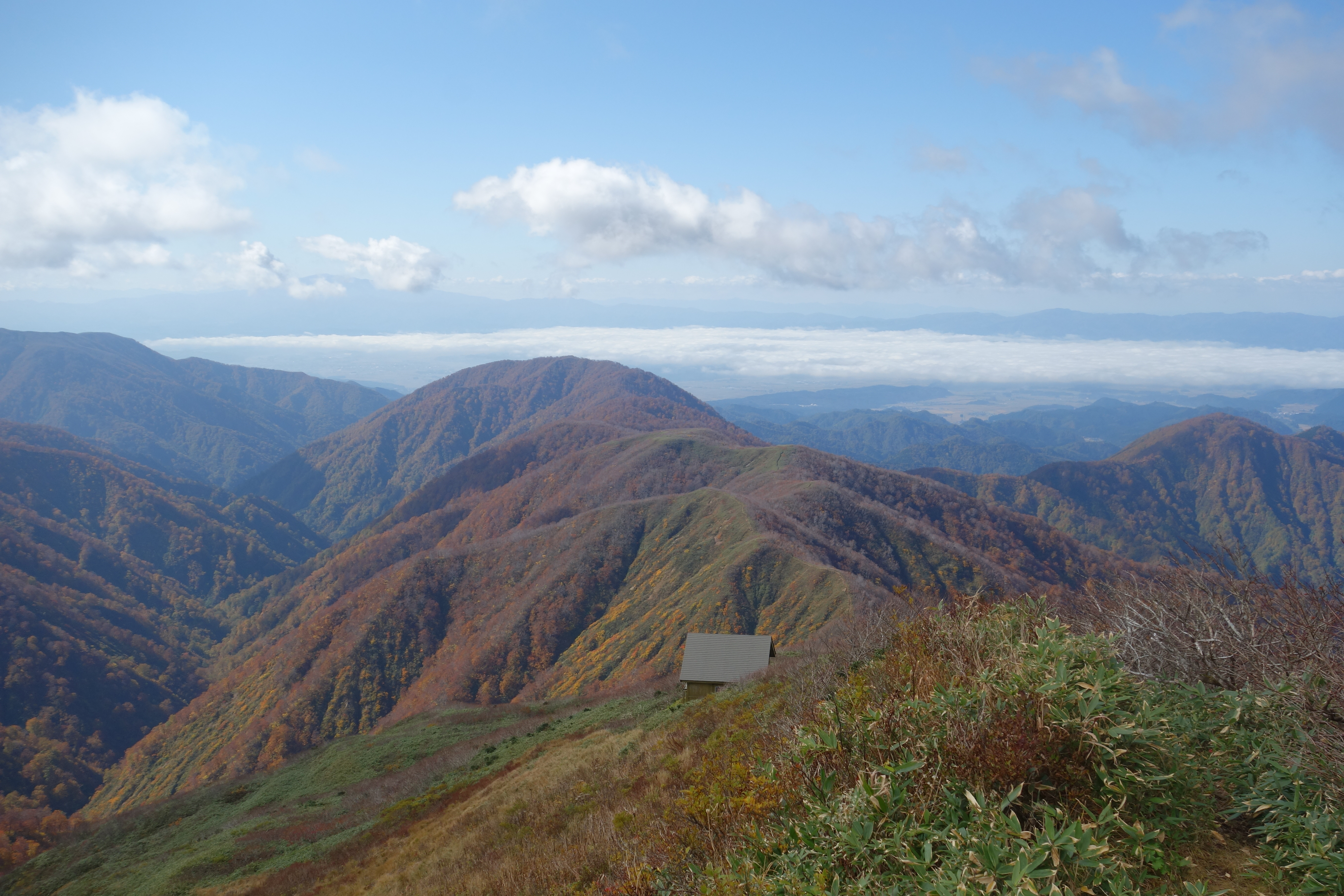
神室山地
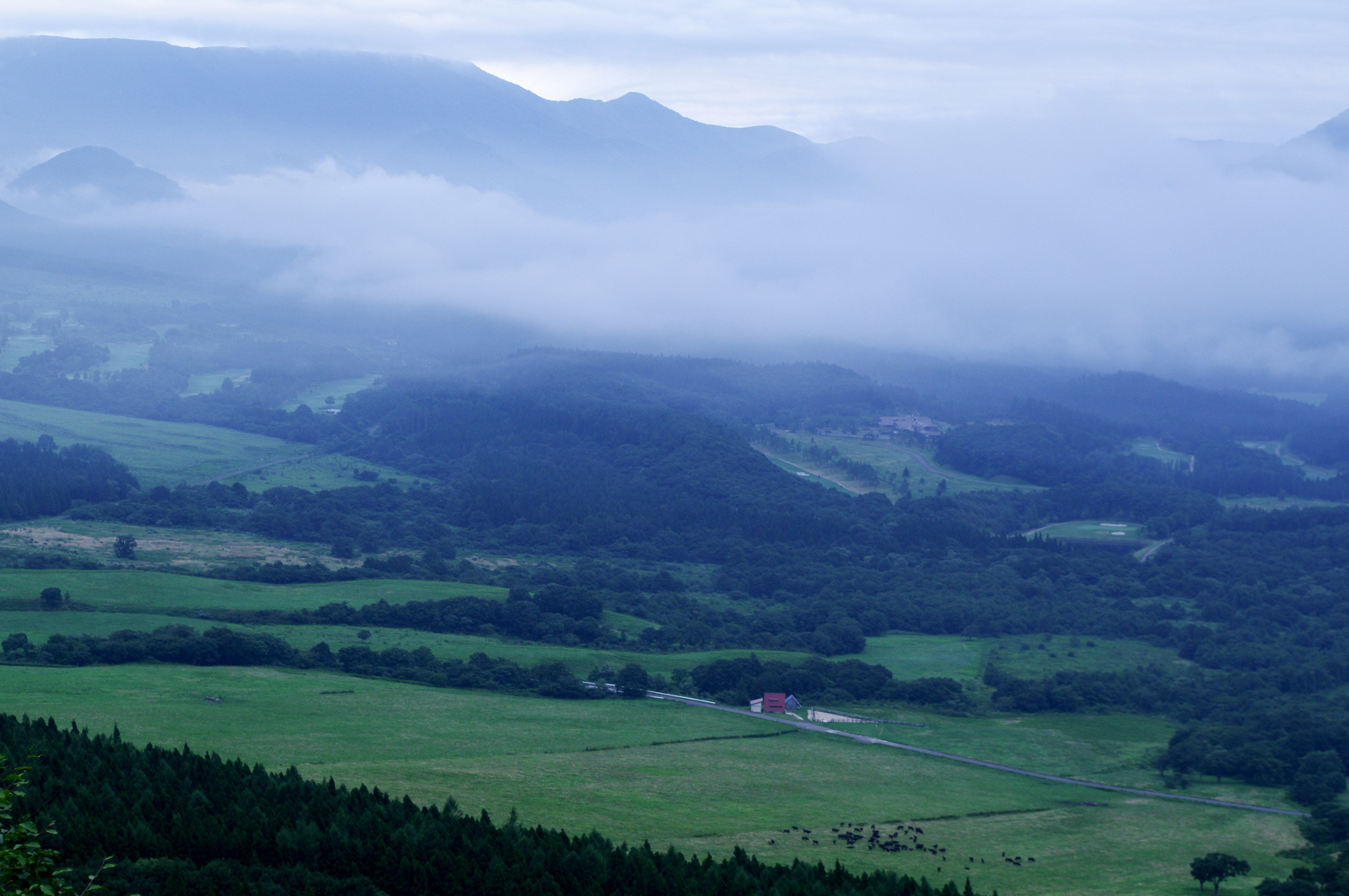
鬼首
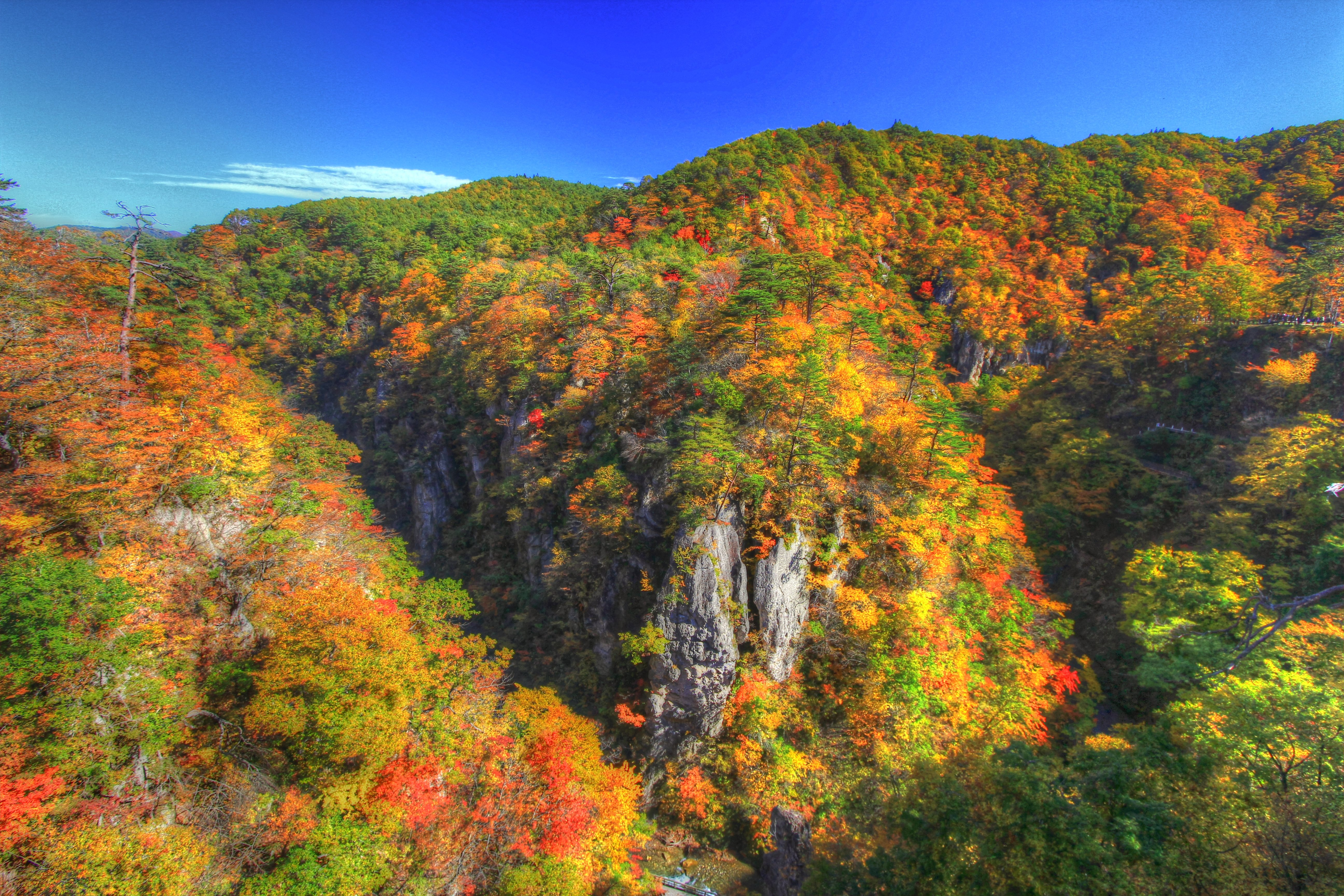
鳴子峡